# Вильнюсские говоры

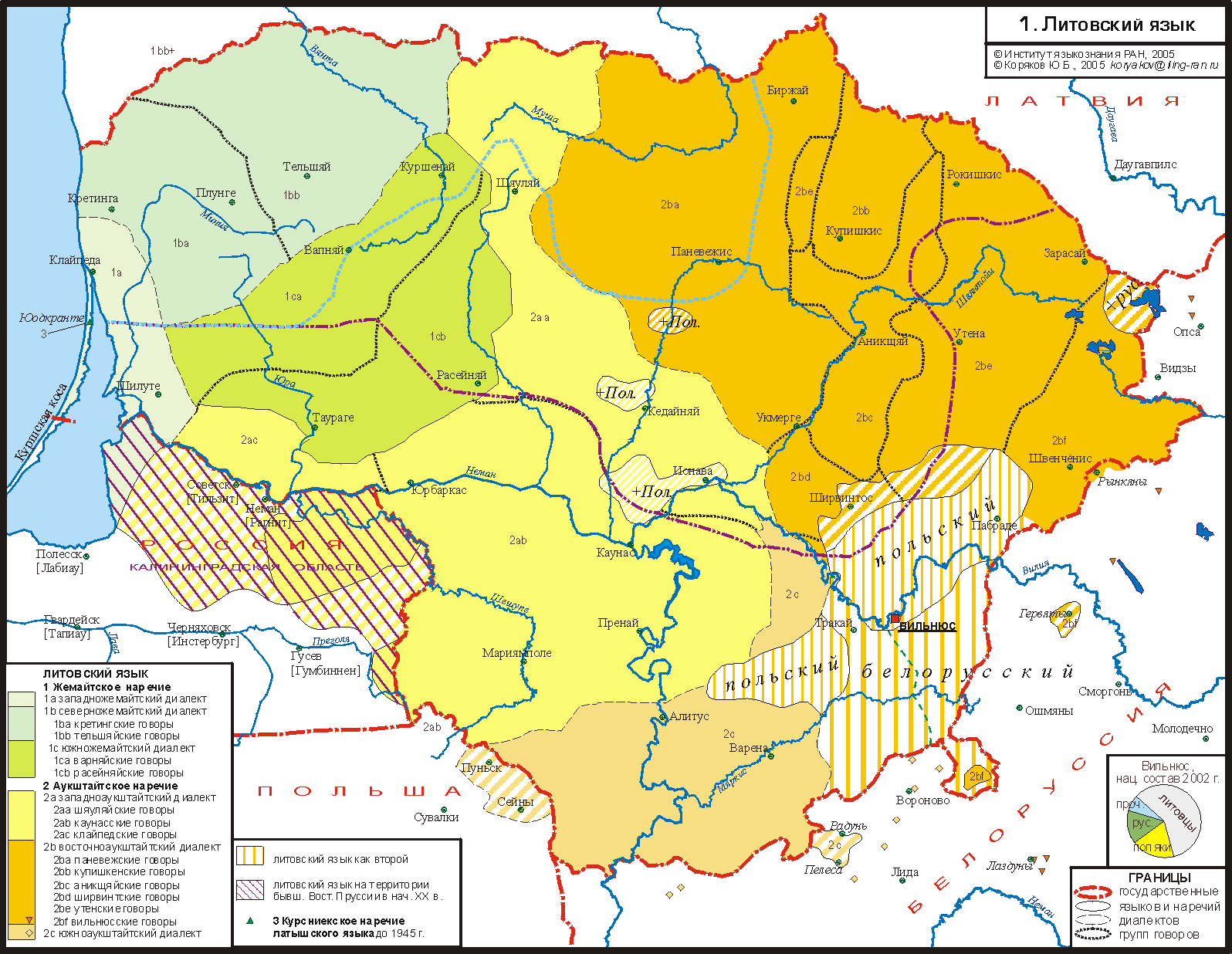
Ареал вильнюсских говоров на карте распространения литовского языка (по данным классификации 1964 года)

Ви́льнюсские го́воры (также восточнодзукские говоры; лит. vilniškiai, латыш. viļņas izloksne) — говоры аукштайтского (верхнелитовского) наречия, распространённые в восточной части территории Литовской республики, а также в некоторых приграничных с Литвой районах Белоруссии и Латвии. Входят вместе с паневежскими, купишкисскими, ширвинтскими, аникщяйскими и утенскими говорами в состав восточноаукштайтского диалекта, одного из трёх аукштайтских диалектов наряду с западноаукштайтским и южноаукштайтским.
В дописьменную эпоху в ареале современных вильнюсских говоров в Вильнюсском крае (включая Тракай) сложился аукштайтский интердиалект, или аукштайтский язык (в терминологии, сохранявшейся вплоть до начала XX века, этот интердиалект был также известен как «литовский язык»).
В XVI—XVII веках в области с центром в Вильнюсе на территории Великого княжества Литовского в ареале современных вильнюсских говоров на восточноаукштайтской основе формировался один из вариантов старого письменного литовского языка, так называемая восточная письменная форма. На ней писали К. Ширвидас и Й. Якнавичюс.

## Область распространения
Ареал вильнюсских говоров размещается в восточных районах историко-этнографических областей Аукштайтия и Дзукия.
Согласно современному административно-территориальному делению Литвы, ареал вильнюсских говоров занимает центральную и восточную часть территории Вильнюсского уезда и восточную часть территории Утенского уезда. Во многих из этих районов вильнюсские говоры почти вытеснены польским и белорусским языками, в настоящее время они сохранились главным образом на северо-востоке указанного ареала, в районе Швенчёниса, Игналины и других городов. Кроме этого, в соседних с Литвой районах Белоруссии встречаются несколько отдельных островных вильнюсских говоров, распространённых в населённых пунктах Гродненской и Витебской областей: в Гервятах, Опсе, Лаздунах, Рынкянах. Говоры вильнюсского типа, близкие говорам Дукштаса, Римши, Игналины, сохраняются в некоторых районах Латгалии.
Ареал вильнюсских говоров на севере граничит с областью распространения латышского языка, на северо-востоке, востоке и на юге — с областью распространения белорусского языка, на юго-западе — с областью распространения южноаукштайтского (дзукийского) диалекта. С запада к вильнюсскому ареалу примыкает ареал ширвинтских говоров восточноаукштайтского диалекта, а с северо-запада — ареал утенских говоров восточноаукштайтского диалекта. В южной и центральной части вильнюсского ареала литовские говоры распространены чересполосно с польскими и белорусскими говорами, на севере — с русским языком.

## Диалектные особенности
Вильнюсские говоры характеризуются широким распространением славянских инноваций.
В островных говорах вильнюсского типа, размещённых в северных районах Белоруссии, отмечаются такие особенности, как наличие адессива и аллатива, в окончаниях которых происходит переход согласных p > k (dukterik — в лит. литер. pas dukterį «у дочери»).
В говорах латвийской Цискади, и особенно в Латгалии распространены такие диалектные явления, как наличие согласных c, dz на месте č, dž литовского литературного языка и наличие гласного [ã·] на месте литературной фонемы /o/.